# Artemisio (monte)
Il monte Artemisio o monte dell'Artemisio (939 m s.l.m.) e' un gruppo montuoso dei Colli Albani, situato nel territorio comunale di Velletri, nei Castelli Romani, in provincia di Roma. 
Fa parte del secondo anello di montagne costituitosi nella parte sud-orientale del Vulcano Laziale, insieme alla prima fascia, la più alta, che rientra quasi interamente nel territorio boschivo del comune di Rocca di Papa. Il gruppo è caratterizzato dalle tre cime del Monte Peschio (939 m), il Maschio d'Ariano (891 m) e il Maschio dell'Artemisio (812 m). Il versante nord digrada verso i Pratoni del Vivaro guardando verso Monte Cavo e Maschio delle Faete.
Tutta la zona dell'Artemisio fa parte del sito di interesse comunitario (S.I.C.) IT6003017 e nei suoi boschi vivono molte specie protette. In alcune zone è presente la flora originaria costituita in maggior parte da lecci e sporadicamente da faggi. Insieme al monte Cavo e il Maschio delle Faete, l'Artemisio fa parte del Parco regionale dei Castelli Romani.